# Дуарте ди Баррош, Руи
Руи Дуарте ди Баррош (порт. Rui Duarte de Barros; род. 18 февраля 1960, Томбали, Португальская Гвинея) — африканский политический и государственный деятель. Исполняющий обязанности премьер-министра Гвинеи-Бисау с 16 мая 2012 по 4 июля 2014 года, экономист.
В 2002 году был министром экономики и финансов страны, до назначения и. о. премьер-министра работал в Западноафриканском экономическом и валютном союзе. Как политик был близок к Партии социального обновления (Partido de Renovação Social) бывшего президента Кумбы Яла.
Был назначен исполняющим обязанности премьер-министра Мануэлем Серифу Ньямаджу, который также занимал пост президента на временной основе после государственного переворота в апреле 2012 года. После всеобщих выборов 2014 года он покинул правительство. Его заменил Домингуш Симойнш Перейра.
20 декабря 2023 года президент Умару Сисоку Эмбало назначил его премьер-министром Гвинеи-Бисау.